# Біатл
Біатл — це вид спорту, різновид сучасного п'ятиборства, що складається з бігу та плавання вільним стилем. Етапи безперервно чергуються, подібно до тріатлону. Біатл є окремим видом спорту, хоча й дуже схожим на акватлон, у якому спортсмени теж змагаються у плаванні й бігу, але який походить від тріатлону. Змагальна дистанція зазвичай складається з запливу на 200 м і забіну на 3 км. Ця дистанція коротша за ту, яку долають спортсмени в акватлоні.

## Спорт
Біатл — це вид спорту світового класу, але не відноситься до олімпійських. Змагання проводяться за правилами Міжнародного союзу сучасного п'ятиборства (UIPM).

## Чемпіонат світу з біатлу
Починаючи з 1999 року, Чемпіонати світу з біатлу проводяться щорічно у вересні або жовтні. Перший такий захід відбувся в Монако, там він проводився і кожен другий рік з 2003 по 2009 роки (відповідно в інші роки він проводився у інших місцях). У кожному чемпіонаті змагалися близько 500 спортсменів, які представляли близько 50 країн.

## Медалісти

### Чоловіча командна першість
| Рік  | Золото                      | Срібло                | Бронза                |
| ---- | --------------------------- | --------------------- | --------------------- |
| 2015 | Португалія (POR)            | Грузія (GEO)          | Не присуджено         |
| 2016 | Португалія (POR)            | Сполучені Штати (USA) | Не присуджено         |
| 2017 | Чехія (CZE)                 | Португалія (POR)      | Франція (FRA)         |
| 2018 | Португалія (POR)            | Єгипет-1 (EGY)        | Єгипет-2 (EGY)        |
| 2019 | Сполучене Королівство (GBR) | Німеччина (GER)       | Сполучені Штати (USA) |
| 2021 | Казахстан (KAZ)             | Німеччина (GER)       | Не присуджено         |
| 2022 | Казахстан (KAZ)             | Франція (FRA)         | Литва (LTU)           |
| 2023 | Казахстан (KAZ)             | Литва (LTU)           | Індонезія (IDN)       |
| 2024 | Казахстан (KAZ)             | Франція (FRA)         | Іспанія (ESP)         |

### Жіноча командна першість
| Рік  | Золото                      | Срібло                | Бронза           |
| ---- | --------------------------- | --------------------- | ---------------- |
| 2015 | Грузія (GEO)                | Не присуджено         | Не присуджено    |
| 2016 | Сполучене Королівство (GBR) | Сполучені Штати (USA) | ПАР (RSA)        |
| 2017 | Франція (FRA)               | Не присуджено         | Не присуджено    |
| 2018 | Не присуджено               | Не присуджено         | Не присуджено    |
| 2019 | Сполучені Штати (USA)       | Not awarded           | Not awarded      |
| 2021 | Німеччина (GER)             | Not awarded           | Not awarded      |
| 2022 | ПАР (RSA)                   | Литва (LTU)           | Португалія (POR) |
| 2023 | Литва (LTU)                 | Not awarded           | Not awarded      |
| 2024 | ПАР (RSA)                   | Not awarded           | Not awarded      |

## Venue
| Рік  | Локація                              |
| ---- | ------------------------------------ |
| 1999 | Монте Карло, Монако                  |
| 2000 | Порт-Елізабет, ПАР                   |
| 2001 | Бонн, Німеччина                      |
| 2002 | Кальярі, Італія                      |
| 2003 | Монте Карло, Монако                  |
| 2004 | Марктобердорф, Німеччина             |
| 2005 | Монте Карло, Монако                  |
| 2006 | Солфорд Квейс, Сполучене Королівство |
| 2007 | Монте Карло, Монако                  |
| 2008 | Кейптаун, ПАР                        |
| 2009 | Монте Карло, Монако                  |
| 2010 | Дубай, ОАЕ                           |
| 2011 | Софія, Болгарія                      |
| 2012 | Дубай, ОАЕ                           |
| 2013 | Лімасол, Кіпр                        |
| 2014 | Ескуїнтла, Гватемала                 |
| 2015 | Батумі, Грузія                       |
| 2016 | Сарасота, США                        |
| 2017 | Вівейро, Іспанія                     |
| 2018 | Хургада, Єгипет                      |
| 2019 | Сент-Пітерсбург, США                 |
| 2021 | Вайден, Німеччина                    |
| 2022 | Машіку, Мадейра, Португалія          |
| 2023 | Балі, Індонезія                      |
| 2024 | Порт-Саїд, Єгипет                    |